# Eduard Sanjuán
Eduard Sanjuán (nacido en 1956) es un periodista especializado en Asuntos Internacionales. Licenciado en Ciencias de la Información. Entre 1976 y 1983, además de colaborar en diferentes publicaciones, fue parte del equipo de redacción del Mundo Diario y posteriormente del equipo del Diario de Barcelona.
Ingresa en los Servicios Informativos de TV3 en 1983 y, desde allí, cubre los acontecimientos informativos más destacables de finales de siglo y las crisis posteriores al 11 de septiembre: las guerras de Centroamérica, el ataque a Libia, la retirada soviética de Afganistán, la caída del muro de Berlín, la Guerra del golfo, el fin de la era Marcos en Filipinas, el final del apartheid en Sudáfrica, la Guerra de los Balcanes, el fenómeno zapatista en México, la caída de los talibanes en Afganistán, entre otros sucesos.
Es autor del libro Detrás de la cámara (2002), donde reflexiona sobre la experiencia vital y profesional como enviado especial. También es coautor de los libros Las huelgas contra Franco. 1939-1957 (1978) y El món en un minut i mig (1999).